# Cantón de Sainte-Mère-Église
El cantón de Sainte-Mère-Église era una división administrativa francesa, que estaba situada en el departamento de Mancha y la región de Baja Normandía.

## Composición
El cantón estaba formado por veintiséis comunas:
- Amfreville
- Angoville-au-Plain
- Audouville-la-Hubert
- Beuzeville-au-Plain
- Beuzeville-la-Bastille
- Blosville
- Boutteville
- Brucheville
- Carquebut
- Chef-du-Pont
- Écoquenéauville
- Foucarville
- Gourbesville
- Hiesville
- Houesville
- Liesville-sur-Douve
- Neuville-au-Plain
- Picauville
- Ravenoville
- Sainte-Marie-du-Mont
- Sainte-Mère-Église
- Saint-Germain-de-Varreville
- Saint-Martin-de-Varreville
- Sébeville
- Turqueville
- Vierville

## Supresión del cantón de Sainte-Mère-Église
En aplicación del Decreto n.º 2014-246 de 25 de febrero de 2014, el cantón de Sainte-Mère-Église fue suprimido el 22 de marzo de 2015 y sus 26 comunas pasaron a formar parte del nuevo cantón de Carentan.